# Шелбі (округ, Огайо)
Шаблон:StateAbbr_ 40°20′ пн. ш. 84°12′ зх. д. / 40.33° пн. ш. 84.2° зх. д.
Округ  Шелбі (англ. Shelby County) — округ (графство) у штаті  Огайо, США. Ідентифікатор округу 39149.

## Історія
Округ утворений 1819 року.

## Демографія
За даними перепису 
2000 року 
загальне населення округу становило 47910 осіб, зокрема міського населення було 20437, а сільського — 27473.
Серед мешканців округу чоловіків було 23786, а жінок — 24124. В окрузі було 17636 домогосподарств, 13083 родин, які мешкали в 18682 будинках.
Середній розмір родини становив 3,13.
Віковий розподіл населення поданий у таблиці:
| Стать    | До 15 років | 15-21 | 22-29 | 30-39 | 40-49 | 50-65 | 65-85 | Понад 85 |
| -------- | ----------- | ----- | ----- | ----- | ----- | ----- | ----- | -------- |
| Чоловіки | 5748        | 2487  | 2349  | 3680  | 3685  | 3444  | 2188  | 205      |
| Жінки    | 5595        | 2182  | 2316  | 3510  | 3541  | 3524  | 2861  | 595      |

## Суміжні округи
- Оґлез — північ
- Лоґан — схід
- Шампейн — південний схід
- Маямі — південь
- Дарк — захід
- Мерсер — північний захід

## Виноски
1. ↑  U.S. Decennial Census. United States Census Bureau. Архів оригіналу за 26 квітня 2015. Процитовано 11 лютого 2015.
2. ↑  Historical Census Browser. University of Virginia Library. Архів оригіналу за 16 серпня 2012. Процитовано 11 лютого 2015.
3. ↑  Forstall, Richard L., ред. (27 березня 1995). Population of Counties by Decennial Census: 1900 to 1990. United States Census Bureau. Архів оригіналу за 14 лютого 2015. Процитовано 11 лютого 2015.
4. ↑  Census 2000 PHC-T-4. Ranking Tables for Counties: 1990 and 2000 (PDF). United States Census Bureau. 2 квітня 2001. Архів оригіналу (PDF) за 18 грудня 2014. Процитовано 11 лютого 2015.
5. ↑  State & County QuickFacts. United States Census Bureau. Архів оригіналу за 18 липня 2011. Процитовано 11 лютого 2015.(англ.) Наведено за англійською вікіпедією.
6. ↑  American FactFinder. Бюро перепису населення США. Архів оригіналу за 26 лютого 2012. Процитовано 31 січня 2008. [Архівовано 2008-05-21 у Wayback Machine.]

| США | Це незавершена стаття з географії США. Ви можете допомогти проєкту, виправивши або дописавши її. |